# Палівізумаб
Палівізумаб (англ. Palivizumab) — гуманізоване моноклональне антитіло, розроблене за допомогою технології рекомбінантної ДНК, що використовується для запобігання важким випадкам хвороби, спричиненими респіраторно-синцитіальною інфекцією, що виробляється під торговою маркою «Synagis». Препарат рекомендований для немовлят з високим ризиком при інфікуванні респіраторно-синцитіальною інфекцією через такі стани, як недоношеність або інші медичні проблеми, включаючи захворювання серця або легенів. Найчастішими побічними ефектами препарату є гарячка та шкірний висип. Палівізумаб є гуманізованим моноклональним антитілом, спрямоване проти епітопу в антигенному місці A білка F респіраторно-синцитіального вірусу. У двох клінічних дослідженнях III фази в педіатричній популяції палівізумаб знизив ризик госпіталізації внаслідок респіраторно-синцитіальної інфекції на 55 % і 45 %. Палівізумаб вводять один раз на місяць шляхом внутрішньом'язової ін'єкції протягом усього сезону респіраторно-синцитіальної інфекції, який, згідно тенденцій минулих років, триває з середини вересня до середини листопада. Палівізумаб націлений на білок злиття респіраторно-синцитіального вірусу, пригнічуючи його проникнення в клітину і тим самим запобігаючи розвитку інфекції. Препарат був схвалений для медичного використання в 1998 році.

## Медичне використання
Палівізумаб застосовується для профілактики важких захворювань нижніх дихальних шляхів, спричинених респіраторно-синцитіальним вірусом, що потребують госпіталізації, у дітей із високим ризиком важкого перебігу респіраторно-синцитіальної інфекції:
- діти, народжені на 35 тижні вагітності або менше та менше 6 місяців на початку сезону респіраторно-синцитіальної інфекції;
- діти віком до 2 років, які потребують лікування бронхолегеневої дисплазії протягом останніх 6 місяців;
- діти віком до 2 років, які мають гемодинамічно значущі вроджені вади серця.[2]

Американська педіатрична академія опублікувала рекомендації щодо застосування палівізумабу. Останні оновлення цих рекомендацій базуються на новій інформації щодо сезонності респіраторно-синцитіальної інфекції, фармакокінетики палівізумабу, частоти госпіталізацій з приводу бронхіоліту, впливу гестаційного віку та інших факторів ризику на частоту госпіталізації внаслідок респіраторно-синцитіальної інфекції, смертності дітей, госпіталізованих внаслідок респіраторно-синцитіальної інфекції, ефекту профілактики ураження бронхоленевого апарату, і резистентних до палівізумабу ізолятів респіраторно-синцитіального вірусу.

### Профілактика респіраторно-синцитіальної інфекції
Усім немовлятам молодше одного року, які народилися на терміні менше 29 тижнів (тобто ≤28 тижнів, 6 днів) вагітності, рекомендовано застосовувати палівізумаб. Немовлята віком до одного року з бронхолегеневою дисплазією (тобто ті, хто народився на терміні вагітності менше 32 тижнів і потребували додаткового кисню протягом перших 28 днів після народження) і діти молодше 2 років з бронхолегеневою дисплазією, які потребують медикаментозного лікування (зокрема, додаткового кисню, глюкокортикоїдів, діуретиків) протягом 6 місяців передбачуваного сезону респіраторно-синцитіальної інфекції рекомендується використовувати палівізумаб як профілактику захворювання. Кокранівський огляд вказує, що профілактика респіраторно-синцитіальної інфекції палівізумабом є ефективною для зменшення частоти госпіталізації дітей з респіраторно-синцитіальною інфекцією.
Оскільки ризик респіраторно-синцитіальної інфекції знижується після першого року після народження, використання палівізумабу для дітей старше 12 місяців зазвичай не рекомендується, за винятком недоношених дітей, які потребують додаткового кисню, бронхолітичної терапії або стероїдної терапії під час народження, якщо це їх другий сезон респіраторно-синцитіальної інфекції.

#### Цільові групи профілактики респіраторно-синцитіальної інфекції
- Діти віком до одного року з гемодинамічно значущими вродженими вадами серця.
- Немовлята віком до одного року з нервово-м'язовими розладами, що порушують здатність виводити виділення з верхніх дихальних шляхів, або з легеневими аномаліями.
- Діти віком до 2 років з ослабленим імунітетом (зокрема, з тяжким комбінованим імунодефіцитом; діти віком до 2 років, які перенесли трансплантацію легень або трансплантацію стовбурових гемопоетичних клітин) під час сезону респіраторно-синцитіальної інфекції.
- Діти з синдромом Дауна, які мають додаткові фактори ризику інфекцій нижніх дихальних шляхів, зокрема вроджені вади серця, хронічні захворювання легень або народились у передчасних пологах.
- Немовлята корінних жителів Аляски та американських індіанців.

Рішення щодо профілактики палівізумабом для дітей у цих групах слід приймати в кожному конкретному випадку.

### Лікування респіраторно-синцитіальної інфекції
Оскільки палівізумаб є пасивним антитілом, він неефективний у лікуванні респіраторно-синцитіальної інфекції, і його застосування не рекомендується за цим показанням. Кокранівський огляд 2019 року не виявив відмінностей при застосуванні палівізумабу та плацебо щодо показників смертності, тривалості перебування в стаціонарі та побічних явищ у немовлят і дітей віком до 3 років із респіраторно-синцитіальною інфекцією. Для того, щоб палівізумаб можна було рекомендувати як варіант лікування, необхідні триваліші клінічні дослідження. Якщо немовля інфіковане респіраторно-синцитіальним вірусом, незважаючи на використання палівізумабу під час сезону інфекції, щомісячні введення палівізумабу можна припинити до кінця сезону респіраторно-синцитіальної інфекції через низький ризик повторної госпіталізації. Тривають дослідження для визначення можливості лікування респіраторно-синцитіальної інфекції палівізумабом, а не лише для профілактики інфекції.

## Механізм дії
Палівізумаб — це моноклональне антитіло, мішенню якого є глікопротеїн злиття (F) на поверхні респіраторно-синцитіального вірусу, який деактивує цей білок. F-білок є мембранним білком, відповідальним за злиття вірусу з його клітиною-мішенню, і є практично незміненим серед підгруп респіраторно-синцитіального вірусу. Дезактивація білка F запобігає злиттю вірусу з мембраною клітини-мішені, та запобігає проникненню вірусу в клітину-господаря.

### Фармакодинаміка
Палівізумаб продемонстрував значно вищу спорідненість і ефективність у нейтралізації підтипів A і B респіраторно-синцитіального вірусу порівняно з RSV-IGIV. Введення 2,5 мг/кг палівізумабу призвело до концентрації препарату в сироватці бавовняних щурів 25-30 мкг/мл, і знизило титри вірусу на 99 % у їх легенях.

### Фармакокінетика

#### Всмоктування і розподіл
Метааналіз 2008 року виявив, що всмоктування палівізумабу було швидшим у дітей порівняно з дорослими (ka = 1,01/день проти ka = 0,373/день). Біодоступність цього препарату при внутрішньом'язовому введенні становить приблизно 70 % у здорових молодих людей. Поточна рекомендація щодо імунопрофілактики респіраторно-синцитіальної інфекції полягає в застосуванні 5 доз по 15 мг/кг доз палівізумабу для підтримки концентрації в організмі вище 40 мкг/мл. Об'єм розподілу препарату становить приблизно 4,1 літра.

#### Виведення
Кліренс палівізумабу становить приблизно 198 мл/добу. Період напіврозпаду цього препарату становить приблизно 20 днів при введенні 3 доз, які підтримують концентрацію в організмі, яка триватиме весь сезон респіраторно-синцитіальної інфекції (від 5 до 6 місяців). Мета-аналіз 2008 року оцінив кліренс у педіатричній популяції, враховуючи дозрівання та масу тіла, який продемонстрував значно нижчі показники порівняно з дорослими.

## Побічні ефекти
При застосуванні палівізумабу найчастішими побічними ефектами є біль у горлі, нежить, почервоніння або подразнення в місці ін'єкції, блювання, діарея. Іншими серйозними побічними ефектами, які виникають при застосуванні препарату, є виражений шкірний висип, свербіж шкіри, кропив'янка, утруднене дихання.

## Протипоказання
Протипоказаннями для застосування палівізумабу є реакції гіперчутливості під час застосування препарату. Повідомлялося про серйозні випадки анафілаксії після застосування палівізумабу. Ознаки гіперчутливості включають кропив'янку, задишку, гіпотензію та ареактивність. Про інші протипоказання для застосування палівізумабу не повідомлялося. Необхідні подальші дослідження для визначення наявності взаємодії палівізумабу з іншими ліками, оскільки досі таких досліджень не проводилося.

## Вартість
Палівізумаб є відносно дорогим препаратом, флакон препарату на 100 мг коштує від 904 до 1866 доларів США. Численні дослідження, проведені як виробником, так і незалежними дослідниками для визначення економічної ефективності палівізумабу, дали суперечливі результати. Гетерогенність цих досліджень ускладнює їх порівняння. Враховуючи, що немає єдиної думки щодо економічної ефективності палівізумабу, використання значною мірою залежить від місця надання допомоги та індивідуальних факторів ризику.
Метааналіз 2013 року повідомив, що профілактика палівізумабом була домінуючою стратегією з додатковим співвідношенням витрат і ефективності 2526203 доларів США за рік життя з поправкою на якість. Він також показав додаткове співвідношення витрат і ефективності для недоношених дітей від 5188 до 791265 доларів США за рік життя з поправкою на якість з точки зору отримувача допомоги. Однак, як зазначалося раніше, економічна ефективність палівізумабу не визначена, і цей метааналіз є лише одним прикладом того, що суспільство може отримати користь від профілактики палівізумабом.

## Історія розробки
Важкість перебігу респіраторно-синцитіальної інфеції в немовлят і її поширеність у всьому світі спонукали до спроб розробки вакцини проти цієї інфеції. Станом на 2019 рік у світі не було схваленої вакцини для профілактики респіраторно-синцитіальної інфекції. У 60-х роках ХХ століття вивчалась інактивована формаліном вакцина проти респіраторно-синцитіальної інфекції. В імунізованих цією вакциною дітей, які захворіли респіраторно-синцитіальною інфекцією, розвинулася важча форма хвороби, що проявлялася хрипами, гарячкою та бронхопневмонією. Ця важча форма хвороби призвела до 80 % госпіталізації серед імунізованих цією вакциною порівняно з 5 % у контрольній групі. Крім того, у наступні роки сталися 2 смерті серед вакцинованих цією вакциною після повторного зараження вірусом. Подальші спроби розробити ослаблену живу вірусну вакцину з оптимальною імунною відповіддю і мінімальною реактогенністю були невдалими. Подальші дослідження на тваринах показали, що внутрішньовенний імуноглобулін із високою нейтралізуючою активністю проти респіраторно-синцитіальної інфекції може захистити від інфікування респіраторно-синцитіальним вірусом. У 1995 році FDA схвалило використання імуноглобуліну проти респіраторно-синцитіальної інфекції під назвою «RespiGam» для профілактики серйозних інфекцій нижніх дихальних шляхів, спричинених респіраторно-синцитіальним вірусом, у дітей віком до 24 місяців із бронхолегеневою дисплазією або народжених у передчасних пологах. Успіх застосування «RespiGam» продемонстрував ефективність імунопрофілактики, та спонукав до дослідження новіших технологій. Таким чином, палівізумаб був розроблено як антитіло, яке виявилося в 50 разів потужнішим за свого попередника. Він широко використовується для профілактики респіраторно-синцитіальної інфекції з 1998 року, коли він був схвалений.
Палівізумаб, спочатку відомий під назвою MEDI-493, був розроблений як інструмент імунопрофілактики респіраторно-синцитіальної інфекції, який був легшим у застосуванні та ефективнішим, ніж поточні засоби того часу (90-ті роки ХХ століття). Він розроблявся протягом 10 років компанією «MedImmune Inc.» шляхом поєднання ДНК людини та миші, зокрема, вироблення антитіл стимулювалося в моделі миші після імунізацією респіраторно-синцитіальним вірусом. В-клітини, що продукують антитіла, були виділені з селезінки миші та поєднані з клітинними лініями мишачої мієломи. Потім антитіла гуманізували шляхом клонування та секвенування ДНК як важкого, так і легкого ланцюгів моноклонального антитіла. Загалом моноклональне антитіло на 95 % схоже на інші людські антитіла, а решта 5 % мають походження з ДНК від миші.